# Dennis Siver
Dennis D. Siver (em russo:  Денис Сивер; Omsk, 13 de janeiro de 1979) é um atleta russo-germano de MMA. Ele compete no UFC na divisão dos pesos penas. Ele é conhecido por utilizar um golpe muito comum no Taekwondo chamado spinning back kick (chute giratório) em suas lutas.

## Carreira
Siver nasceu em Omsk, Rússia de uma família germânica da região, tendo começado sua carreira em pequenos shows pela Alemanha e Inglaterra, entre outros países europeus. Ele lutou diversas vezes pela Cage Warriors da Inglaterra, com um score de 3 vitórias e uma derrota, das mais notáveis, contra o lutador Jim Wallhead.

### Ultimate Fighting Championship
Apos sua vitória contra Jim Wallhead no CWFC – Enter The Rough House, Siver assinou com o UFC. Sua estréia ocorreu contra Jess Liaudin no UFC 70 em Manchester, Inglaterra onde ele perdeu via finalização por uma Chave de Braço, aos 1:21 do primeiro round. Siver recuperou-se no UFC 75, mais uma vez na Inglaterra. Ele derrotou Naoyuki Kotani por nocaute no segundo round. na luta seguinte Siver, enfrentou o invicito wrestling Gray Maynard no UFC Fight Night 12, e acabou sendo derrotado por decisão unânime (29–28, 29–28 e 30–27). Em sua ultima luta na sua primeira passagem pelo UFC Siver acabou sendo derrotado por Melvin Guillard no UFC 86, Siver foi nocauteado aos 36 segundos do primeiro round.

### Saída
Siver foi cortado do UFC tempos depois, tendo lutado na Tempel: Mix Fight Gala VII contra Chas Jacquier. Siver venceu a luta com uma Finalização (guilhotina) aos 4.21 do primeiro round.

### Retorno ao Ultimate Fighting Championship
A vitória contra Jacquier deu uma segunda chance a Silver no UFC.
Sua luta de retorno foi contra Nate Mohr no UFC 93 em Dublin, Irlanda. No terceiro round, Siver nocauteou o oponente com um chuto rodado. Seu nocaute técnico o rendeu o prêmio de "Nocaute da Noite".
Sua segunda luta ocorreu contra Dale Hartt no UFC 99, sendo o primeiro evento do UFC que ocorria na Alemanha com Silver participando. Siver venceu com uma finalização (mata-leão) após 3 minutos do primeiro round.
Siver lutou contra Paul Kelly no UFC 105 em Manchester, Inglaterra e venceu o oponente com um spinning back kick. Outra vez, seu nocaute técnico o rendeu o prêmio de "Nocaute da Noite". Siver lutou contra Ross Pearson em 31 de março de 2010 no UFC Fight Night 21. Siver perdeu por uma decisão unânime (30–27, 30–27, 30–27). Todavia, a luta recebeu o prêmio de "Luta da Noite".
Siver enfrentou Spencer Fisher em 19 de junho de 2010 no The Ultimate Fighter 11 Finale. Siver venceu por decisão unânime embora tenha sofrido uma lesão durante a luta. Com o UFC voltando a Alemanha, Siver encarou o inglês Andre Winner em 13 de novembro no UFC 122. Siver se mostrou confiante, conseguindo derrubar seu oponente e finaliza-lo com um mata-leão no primeiro round. a finalização rendeu a Siver o prêmio de "Finalização da Noite".
O proxímo desafio de Siver será contra o grande desafiante da divisão dos leves, o austrália George Sotiropoulos, no UFC 127 em 27 de fevereiro de 2011 em Sydney, Australia. Lutando na casa de Sotiropoulos, Siver se monstro extremamente frio e preciso, logo no primeiro round conseguiu dois knockdowns que derrubaram a empolgação da torcida e a confiança de seu adversário. No segundo round, Sotiropoulos voltou decidido a derrubar Siver que por todas as vezes se defendeu muito bem das quedas, porém se preservando no combate não foi muito agressivo. No último round, Siver voltou a mostrar por que é um dos melhores trocadores do mundo na divisão dos leves, ele acertou fortes golpes de esquerda incluindo um chute alto. Graças a grande vantagem no primeiro round e a eficiência no segundo e terceiro round, Siver venceu por decisão unânime (29–28, 30–28, 30–27).
Siver enfrentou Matt Wiman no UFC 132 no dia 2 de julho de 2011. Siver venceu por decisão unânime após três rounds.
Siver enfrentou Donald Cerrone no UFC 137 em outubro de 2011. Ele perdeu por finalização (mata-leão) no primeiro round.
Houve rumores que Siver faria uma revanche comtra Ross Pearson, porém nada foi confirmado. Siver então desceu para os pesos penas e enfrentou o brasileiro Diego Nunes no UFC on Fuel TV: Gustafsson vs. Silva. Logo em sua estreia na categoria, Siver derrotou o brasileiro por decisão unânime (29-28, 29-28 e 29-28).
Siver enfrentaria BJ Penn em 4 de junho de 2016 no UFC 199, porém uma lesão não divulgada o tirou da luta. A luta foi realizada no UFC Fight Night: Chiesa vs. Lee, com a vitória de Dennis por decisão majoritária.

## Cartel no MMA
| Cartel no MMA   |             |             |
| 35 lutas        | 23 vitórias | 11 derrotas |
| Por nocaute     | 5           | 3           |
| Por finalização | 9           | 5           |
| Por decisão     | 9           | 3           |
| No contest      | 1           | 1           |

| Res.    | Cartel    | Oponente            | Método                                 | Evento                                 | Data       | Round | Tempo | Local                     | Notas                                        |
| ------- | --------- | ------------------- | -------------------------------------- | -------------------------------------- | ---------- | ----- | ----- | ------------------------- | -------------------------------------------- |
| Vitória | 23-11 (1) | BJ Penn             | Decisão (majoritária)                  | UFC Fight Night: Chiesa vs. Lee        | 25/06/2017 | 3     | 5:00  | Cidade de Oklahoma        |                                              |
| Derrota | 22-11 (1) | Tatsuya Kawajiri    | Decisão (unânime)                      | UFC Fight Night: Jędrzejczyk vs. Penne | 20/06/2015 | 3     | 5:00  | Berlim                    |                                              |
| Derrota | 22-10 (1) | Conor McGregor      | Nocaute Técnico (socos e cotoveladas)  | UFC Fight Night: McGregor vs. Siver    | 18/01/2015 | 2     | 1:54  | Boston, Massachusetts     |                                              |
| Vitória | 22-9 (1)  | Charles Rosa        | Decisão (unânime)                      | UFC Fight Night: Nelson vs. Story      | 04/10/2014 | 3     | 5:00  | Estocolmo                 | Luta da Noite.                               |
| NC      | 21-9 (1)  | Manvel Gamburyan    | Sem Resultado (mudado)                 | UFC 168: Weidman vs. Silva II          | 28/12/2013 | 3     | 5:00  | Las Vegas, Nevada         | Originalmente vitória; falhou no antidoping. |
| Derrota | 21-9      | Cub Swanson         | Nocaute Técnico (socos)                | UFC 162: Silva vs. Weidman             | 06/07/2013 | 3     | 2:24  | Las Vegas, Nevada         | Luta da Noite.                               |
| Vitória | 21-8      | Nam Phan            | Decisão (unânime)                      | UFC on Fox: Henderson vs. Diaz         | 08/12/2012 | 3     | 5:00  | Seattle, Washington       |                                              |
| Vitória | 20-8      | Diego Nunes         | Decisão (unânime)                      | UFC on Fuel TV: Gustafsson vs. Silva   | 14/04/2012 | 3     | 5:00  | Estocolmo                 | Desceu para os Penas.                        |
| Derrota | 19-8      | Donald Cerrone      | Finalização (mata-leão)                | UFC 137: Penn vs. Diaz                 | 29/10/2011 | 1     | 2:22  | Las Vegas, Nevada         |                                              |
| Vitória | 19-7      | Matt Wiman          | Decisão (unânime)                      | UFC 132: Cruz vs. Faber II             | 02/07/2011 | 3     | 5:00  | Las Vegas, Nevada         |                                              |
| Vitória | 18-7      | George Sotiropoulos | Decisão (unânime)                      | UFC 127: Penn vs. Fitch                | 27/02/2011 | 3     | 5:00  | Sydney                    |                                              |
| Vitória | 17-7      | Andre Winner        | Finalização (mata-leão)                | UFC 122: Marquardt vs. Okami           | 13/11/2010 | 1     | 3:37  | Oberhausen                | Finalização da Noite.                        |
| Vitória | 16-7      | Spencer Fisher      | Decisão (unânime)                      | The Ultimate Fighter 11 Finale         | 19/06/2010 | 3     | 5:00  | Las Vegas, Nevada         |                                              |
| Derrota | 15–7      | Ross Pearson        | Decisão (unânime)                      | UFC Fight Night: Florian vs. Gomi      | 31/03/2010 | 3     | 5:00  | Charlotte, North Carolina | Luta da Noite.                               |
| Vitória | 15–6      | Paul Kelly          | Nocaute Técnico (chute rodado e socos) | UFC 105: Couture vs. Vera              | 14/11/2009 | 2     | 2:53  | Manchester                | Nocaute da Noite.                            |
| Vitória | 14–6      | Dale Hartt          | Finalização (mata-leão)                | UFC 99: The Comeback                   | 13/06/2009 | 1     | 3:23  | Colônia                   |                                              |
| Vitória | 13–6      | Nate Mohr           | Nocaute Técnico (chute rodado e socos) | UFC 93: Franklin vs. Henderson         | 17/01/2009 | 3     | 3:27  | Dublin                    | Nocaute da Noite.                            |
| Vitória | 12–6      | Chas Jacquier       | Finalização (guilhotina)               | TFS: Mix Fight Gala VII                | 25/10/2008 | 1     | 4:21  | Darmstadt                 |                                              |
| Derrota | 11–6      | Melvin Guillard     | Nocaute (socos)                        | UFC 86: Jackson vs. Griffin            | 05/07/2008 | 1     | 0:36  | Las Vegas, Nevada         |                                              |
| Derrota | 11–5      | Gray Maynard        | Decisão (unânime)                      | UFC Fight Night: Swick vs. Burkman     | 23/01/2008 | 3     | 5:00  | Las Vegas, Nevada         |                                              |
| Vitória | 11–4      | Naoyuki Kotani      | Nocaute (soco)                         | UFC 75: Champion vs. Champion          | 08/09/2007 | 2     | 2:04  | Londres                   | Desceu para os Leves.                        |
| Derrota | 10–4      | Jess Liaudin        | Finalização (chave de braço)           | UFC 70: Nations Collide                | 21/04/2007 | 1     | 1:21  | Manchester                | Estréia no UFC.                              |
| Vitória | 10–3      | Jim Wallhead        | Finalização (chave de braço)           | CWFC: Enter The Rough House            | 09/12/2006 | 2     | 3:31  | Nottingham                |                                              |
| Vitória | 9–3       | Said Khalilov       | Decisão (dividida)                     | WFC 2: Evolution                       | 30/09/2006 | 3     | 5:00  | Koper                     |                                              |
| Vitória | 8–3       | Paul Jenkins        | Finalização (chave de calcanhar)       | WFC: Europe vs. Brazil                 | 20/05/2006 | 2     | 3:42  | Koper                     |                                              |
| Derrota | 7–3       | Daniel Weichel      | Finalização (mata-leão)                | TFS: Mix Fight Gala 3                  | 06/05/2006 | 1     | N/A   | Darmstadt                 |                                              |
| Derrota | 7–2       | Arni Isaksson       | Finalização (chave de braço)           | CWFC: Enter the Wolfslair              | 05/03/2006 | 2     | 4:23  | Liverpool                 |                                              |
| Vitória | 7–1       | Adrian Degorski     | Finalização (chave de braço)           | CWFC: Enter the Wolfslair              | 05/03/2006 | 2     | 1:59  | Liverpool                 |                                              |
| Vitória | 6–1       | Jonas Ericsson      | Nocaute Técnico (Socos)                | CWFC: Enter the Wolfslair              | 05/03/2006 | 1     | 0:35  | Liverpool                 |                                              |
| Derrota | 5–1       | Fabrício Nascimento | Finalização (kimura)                   | EVT 5: Phoenix                         | 08/10/2005 | 1     | 0:47  | Suécia                    |                                              |
| Vitória | 5–0       | Maciej Luczak       | Finalização (socos)                    | OC: Masters Fight Night 2              | 26/03/2005 | 2     | N/A   | Alemanha                  |                                              |
| Vitória | 4–0       | Dylan van Kooten    | Finalização (estrangulamento)          | BFS: Mix Fight Gala 4                  | 06/03/2005 | 1     | N/A   | Düsseldorf                |                                              |
| Vitória | 3–0       | Kenneth Rosfort     | Nocaute Técnico (corte)                | EVT 4: Gladiators                      | 26/09/2004 | 1     | 5:00  | Estocolmo                 |                                              |
| Vitória | 2–0       | Mohammed Omar       | Decisão (unânime)                      | Kombat Komplett 1                      | 07/08/2004 | 3     | 5:00  | Trier                     |                                              |
| Vitória | 1–0       | Kordian Szukala     | Finalização (golpes)                   | Outsider Cup 2                         | 28/02/2004 | 1     | 0:17  | Lübbecke                  |                                              |